# Зімов Сергій Опанасович

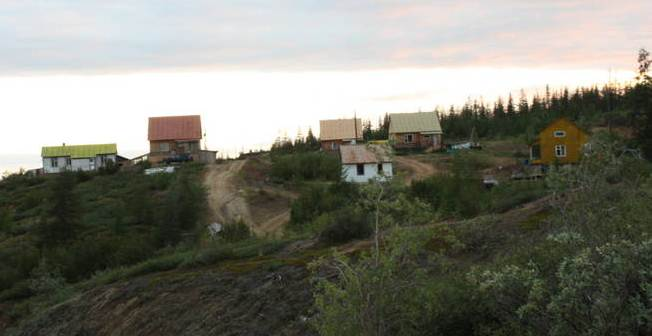
Північно-Східна Наукова Станція. Черський, Росія

Сергій Опанасович Зімов (рос. Сергей Афанасьевич Зимов; 18 липня 1955) — радянський і російський еколог, начальник Північно-Східної Наукової Станції в селищі Черський, старший науковий співробітник Тихоокеанського інституту географії.

## Кар'єра
З 1988 року здійснює експеримент з відновлення ландшафту «мамонтового степу» на сучасному ландшафті тундри.

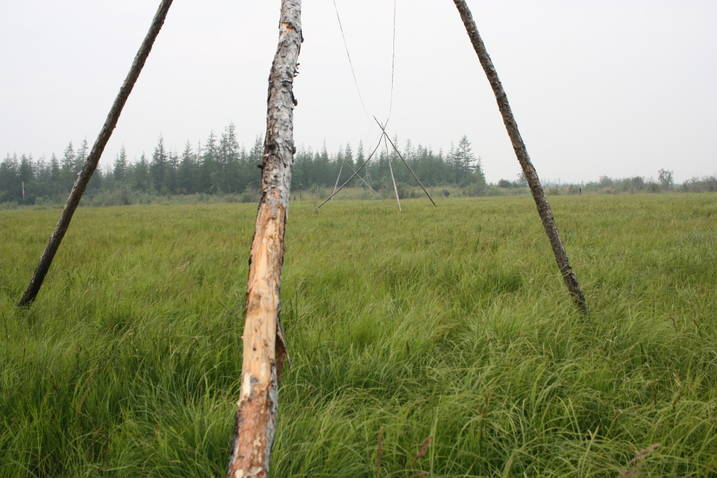
Відновлена трава в Плейстоценовому парку

Відомий насамперед як творець і натхненник проєкту «Плейстоценовий парк», мета якого — відновлення високопродуктивних степових «мамонтових» екосистем Північної Євразії (див. тундростеп). Здійснення цього проєкту також дозволило б припинити емісію метану з північних боліт і озер.
Сергій Зімов — автор статей в журналах Science, Nature та інших. 
У 2014 році він виступив на конференції Megafauna and Ecosystem Function в Оксфорді. 
Справу Сергія Опанасовича підтримує також і його син Микита Зімов.

## Наукові дослідження
- Олександр Марков. Таяние вечной мерзлоты ведет к выбросу в атмосферу миллионов тонн метана [Архівовано 5 вересня 2021 у Wayback Machine.] (11.09.2006)